# 關弘鈞
關弘鈞（1961年9月7日—2013年12月2日），本名關恆君，台灣企業家，曾創辦美國NPL公司、晶磊半導體、晶安科技、晶宏半導體。曾任台灣蘋果公司經銷商晶實科技（STUDIO A）總經理、副董事長。

## 生平
其父關永實，曾任中國石油公司總經理、中國石油化學工業開發董事長。
在國立成功大學化工系畢業後，關恆君至美國留學，取得史丹福大學化工碩士與博士學位，博士論文主題為電子材料研究。畢業後進入IBM，擔任硬碟硬體研發工程師。工作數年後，離開IBM，創辦NPL公司。
1997年底，關恆君離開他創辦的NPL公司，回到台灣。1998年3月，與其他二位在NPL的同事共同創辦晶磊半導體。
2007年，與其妻蔣雅淇共同創辦晶實科技。
2013年12月2日上午，因胰臟癌病逝。

## 家庭
關弘鈞有三段婚姻。第三任妻子為蔣雅淇，兩人育有1子1女。

## 爭議事件

### 新竹商銀內線交易案
2006年，關恆君涉嫌由其妻舅蔣國樑處得知內線消息，在渣打銀行併購新竹商銀前，大量買入新竹商銀股票。2011年，因新竹商銀內線交易案，關弘鈞等人遭到起訴，蔣國樑棄保潛逃。台北地方法院審理新竹商銀內線交易案，關弘鈞遭判有期徒刑5年6個月。2012年12月，台灣高等法院改判關弘鈞無罪。在此案之後，關恆君本名改為關弘鈞。